# Riccardo Drigo

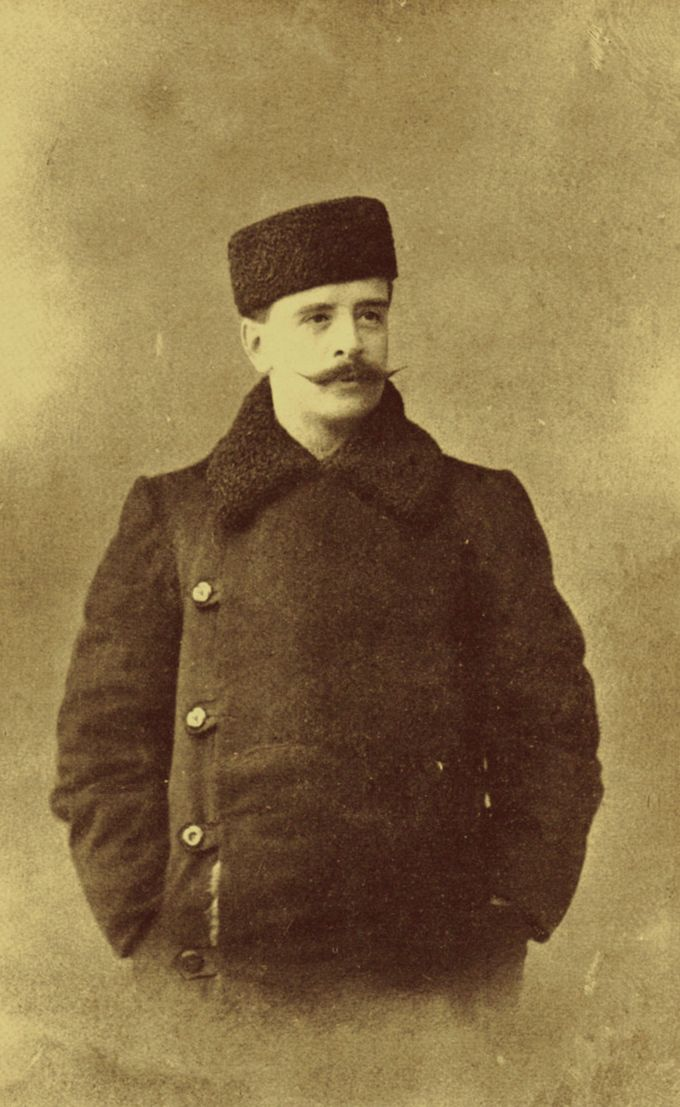
Riccardo Drigo

Riccardo Drigo (auch (französisch): Richard Drigo; * 20. Juni 1846 in Padua; † 1. Oktober 1930 ebenda) war ein italienischer Dirigent und Komponist, der vor allem für seine Ballettmusiken bekannt ist.

## Leben
Seine Eltern waren der Advokat Eugenio Drigo und eine Schwester des adligen Patrioten Bortolo Lupati. Riccardo Drigo studierte bei Antonio Jorich und P. Bresciani in seiner Heimatstadt und später bei Antonio Buzzolla am Konservatorium in Venedig. Mit 18 Jahren dirigierte er eine eigene Messe in der Basilica di Sant’Antonio. Seine erste Oper, Don Pedro di Portogallo, wurde am 26. Juli 1868 am Teatro Nuovo in Padua aufgeführt. Drigo unterrichtete auch Klavier und erlangte bald in Padua und in anderen Orten Norditaliens, wie Vicenza und Mailand, einigen Erfolg als Opern-Dirigent.
1879 ging er nach Russland, wo er am 19. September als Dirigent an die Italienische Oper in Sankt Petersburg berufen wurde. Die ersten Werke, die er dort aufführte, waren Verdis Un ballo in maschera und Aida. Zunächst scheint er nicht die Absicht gehabt zu haben, dauerhaft in Russland zu bleiben, zumindest war er in den ersten Jahren oft in Westeuropa, so bereits im April 1880 am Teatro di San Fernando in Sevilla und im Mai 1882 in Forlì, wo er Meyerbeers Les Huguenots dirigierte.
1884 führte er in Sankt Petersburg seine eigene Opera buffa La moglie rapita auf, mit einigem Erfolg. Im Juni desselben Jahres war er wieder zurück in Padua und dirigierte zur Wiedereröffnung des Teatro Verdi die Opern Aida, Carmen und La Gioconda; bei der Gelegenheit wurde ihm ein Ritterorden verliehen.

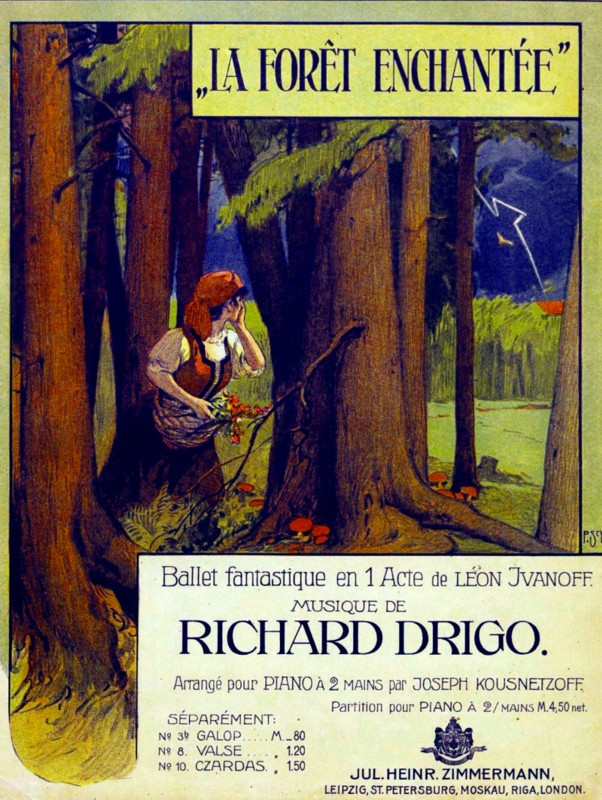
Frontispiz zum Klavierauszug von Drigos erstem Ballett La Forêt enchantée, 1887

Nachdem Zar Alexander III. 1885 die Italienische Oper in Sankt Petersburg aus nationalistischen Gründen schließen ließ, ging Drigo zunächst wieder nach Italien zurück, wo er mit großem Erfolg in Padua und am La Fenice von Venedig wirkte, unter anderem mit Opern von Boito (Mefistofele), Massenet (Le roi de Lahore), Ponchielli (Marion Delorme) und Puccini (Le Villi).
Wieder zurück in Sankt Petersburg nahm er am 1. September 1886 die sehr gut bezahlte Stelle eines Dirigenten des Kaiserlichen Balletts am Mariinski-Theater an.  Er war außerdem eine Art inoffizieller Nachfolger der ehemaligen Ballettkomponisten Cesare Pugni und Léon Minkus und hatte nicht nur Ballettmusiken anderer Komponisten zu überarbeiten und durch neue Tanz-Einlagen zu ergänzen, sondern komponierte auch eigene Ballette. Dabei arbeitete er eng mit den führenden Choreografen Marius Petipa und Lew Iwanow und mit den bedeutendsten und teilweise international berühmten Tänzern zusammen,  wie Elena Cornalba, Virginia Zucchi, Enrico Cecchetti, Carlotta Brianza, Pierina Legnani, Matilda Kschessinskaja, Olga Preobraschenskaja, Vaslav Nijinsky und Anna Pawlowa. Neben eigenen Werken, wie La Forêt enchantée (1887), Le Talisman (1889), La Flûte magique (1893) und Le Réveil de Flore (1894), dirigierte er die Uraufführungen von Tschaikowskis Dornröschen (1890) und Der Nussknacker (1892). Auf Petipas Wunsch revidierte er 1895 die Partitur von Schwanensee, wobei er drei Klavierstücke Tschaikowskis aus dessen op. 72 orchestrierte.
Zur Krönung von Nikolaus II. am 17. Mai 1896 schrieb Drigo die Musik zu dem Ballett La Perle.
Eine enge Freundschaft verband ihn mit dem Komponisten Glasunow, von dem er mehrere Uraufführungen dirigierte, darunter Raymonda (1898).

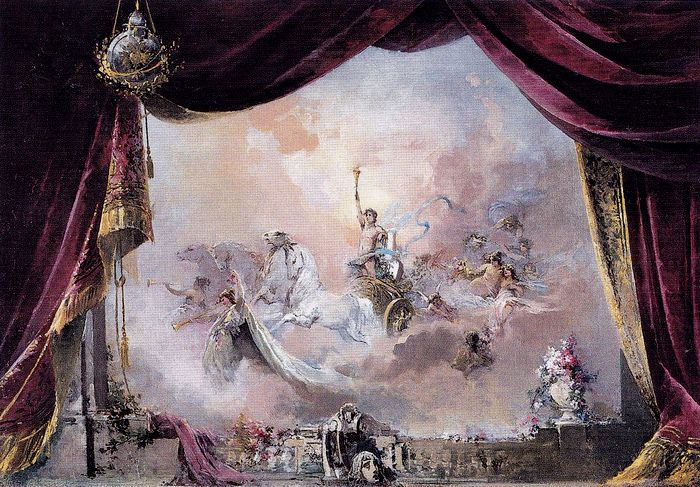
Entwurf für die Galavorstellung von Drigos La Perle im Moskauer Bolschoi-Theater, 1896

Zu den bekanntesten Balletteinlagen Drigos gehören die Musik für einen berühmten Pas de deux im zweiten Akt von Le Corsaire (St. Petersburg, 1899) und mehrere Einlagen für Pugnis La Esmeralda, darunter der berühmte Pas de six oder Pas de Jalousie im zweiten Akt, beides in Zusammenarbeit mit Petipa. Seine eigenen Ballettwerke waren ebenfalls sehr populär. Das Ballett Die Millionen des Harlekin, erstmals 1900 aufgeführt, genoss internationales Ansehen, insbesondere die Serenade, die auch in unzähligen Versionen verbreitet war und noch in den 1920er Jahren von Beniamino Gigli aufgenommen und auf der ganzen Welt populär gemacht wurde.
Trotz seiner Erfolge scheint Drigo seine Hinwendung zum Ballett (anstelle der besonders für einen Italiener naheliegenderen Oper) doch etwas bedauert zu haben, denn er meinte: „...die Leute vom Ballett lieben die Musik nicht und sie ist ihnen keine Notwendigkeit“, „...für die ist selbst meine Musik zu ernst“.
Während seines freiwilligen „Exils“ besuchte Drigo gelegentlich Italien und kehrte aus einem solchen Heimaturlaub nur kurz vor der Oktoberrevolution 1917 nach Russland zurück, in offenbarer Verkennung der Lage. Er musste aus seinem bisherigen Zuhause im Grand Hotel von „Petrograd“ ausziehen, weil die neue Sowjetregierung dort Büros eingerichtet hatte und lebte zeitweilig unter ärmlichen Umständen in einem Lager zusammen mit anderen italienischen Emigranten. Später berichtete Drigo, wie er mit seinem Freund Alexander Glasunow oft stundenlang für Brot anstehen musste.

Schließlich wurde Drigo am Mariinski-Theater wieder eingestellt und soll bei seinem ersten Auftritt vom Publikum mit 15-minütigen Ovationen empfangen worden sein. Er musste jedoch miterleben, wie seine besten und populärsten Werke aus dem Repertoire des ehemaligen kaiserlichen Balletts gestrichen oder verändert wurden, weil sie nicht den Vorstellungen des neuen Regimes entsprachen, und bestieg am 25. April 1920 zum letzten Mal in Russland das Dirigentenpult; im Publikum saß dabei der berühmte Basssänger Schaljapin.
Mit 74 Jahren kehrte Riccardo Drigo nach Padua zurück, musste aber fast seine gesamte Habe in Russland zurücklassen, abgesehen von seinen Manuskripten. In seinen letzten Jahren lebte er gemeinsam mit seiner Schwester Beatrice in bescheidenen Verhältnissen, und nahm sogar einen Posten als Kapellmeister des dortigen Teatro Garibaldi an. Er schrieb auch noch 2 Opern, von denen seine letzte, Il garofano bianco, 1929 im Teatro Verdi seiner Heimatstadt uraufgeführt wurde.
Drigo starb 1930 im Alter von 84 Jahren in Padua, wo man später eine Straße nach ihm benannte (die Via Riccardo Drigo).

## Werke

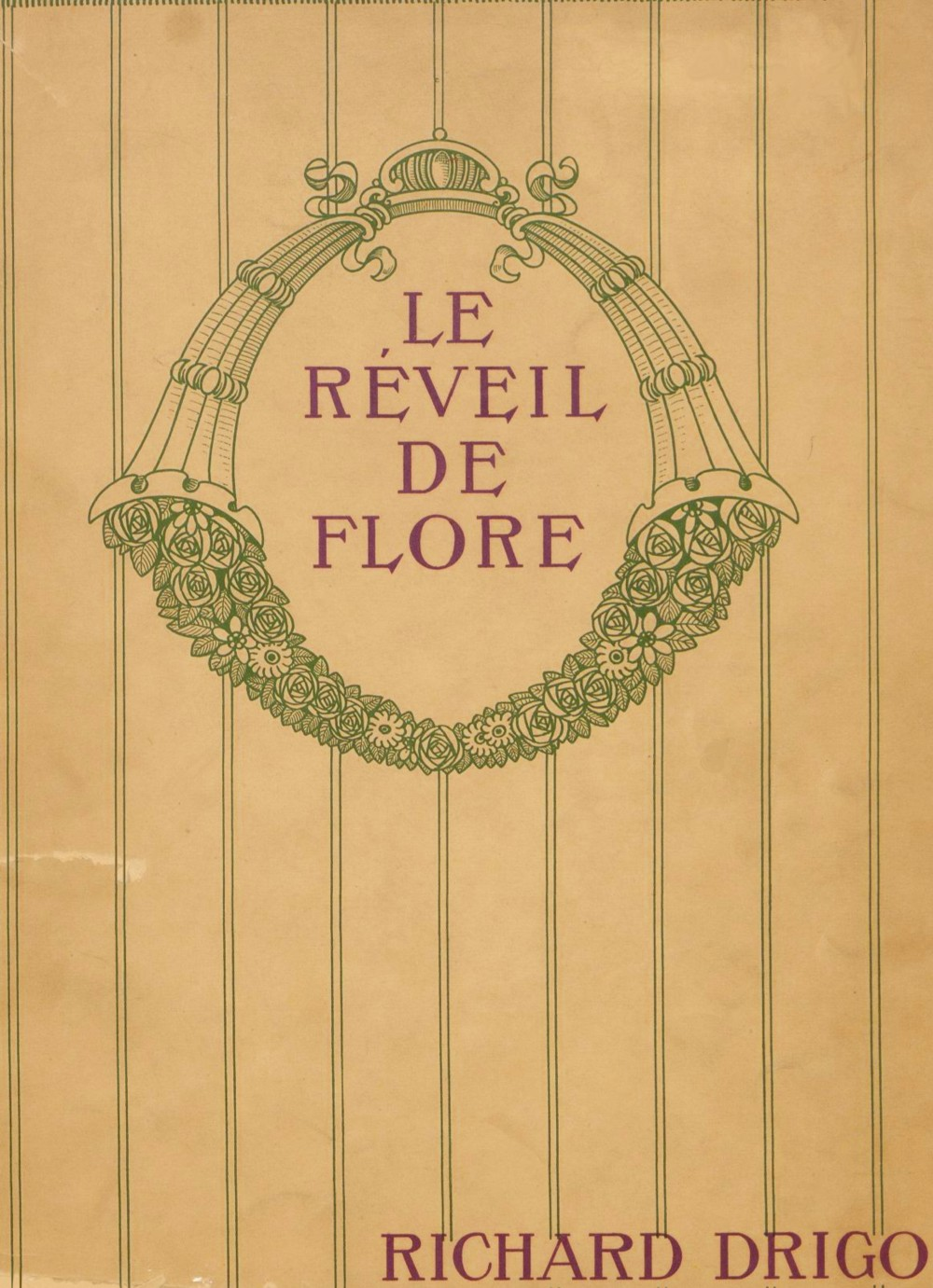
Le Réveil de Flore, Klavierauszug, 1894

### Opern
- Don Pedro di Portogallo, 1868
- La Moglie Rapita, 1884
- Flaffy Raffles, 1926
- Il Garofano Bianco, 1929

### Ballette
- La Forêt enchantée, Ballet fantastique in 1 Akt, 1887
- Le Talisman, Ballet fantastique in 4 Akten, 1889
  - Le Porte-bonheur, revidierte Fassung von Le Talisman für das Teatro alla Scala, 1908
- La Flûte magique, Ballet comique in 1 Akt, 1893
- Le Réveil de Flore, Ballet anacréontique in 1 Akt, 1894
- La Perle, Ballet divertissement in 1 Akt, 1896
- Les Dryades prétendues, Ballett in 1 Akt, 1899
- Les Millions d'Arlequin (oder Harlequinade), Ballett in 2 Akten, 1900
- La Côte d’Azur, Ballet comique in 2 Akten, 1902
- La Romance du Bouton de rose et du Papillon, Ballet fantastique in 1 Akt, 1904 – nie aufgeführt
  - Le Conte du Bouton de rose, revidierte Fassung von La Romance de la Rose et du Papillon für das Mariinski-Theater, 1919

### Einlagen zu Balletten anderer Komponisten
- La Fille du Pharaon, von Cesare Pugni (1862) 
  - Variation orientale für Virginia Zucchi und Pas de sabre (1885)
  - Variation für Matilda Kschessinskaya und Pizzicato (1898)
  - Polonaise Variation für Anna Pawlowa (ca. 1902)

- La Esmeralda, von Cesare Pugni (1844)
  - Pas d’action (oder La Esmeralda pas de six) für Virginia Zucchi (1886)
  - Variation für den Pas des fleurs (1886)
  - Adaptation des Pas des fleurs in einen Grand pas classique (1899)
  - Pizzicato-Variation für Olga Preobrazhenskaya als Fleur-de-Lys (1899)
  - Variation für Nikolai Legat (ca. 1900)

- Giselle, von Adolphe Adam (1841)
  - Variation für Emma Bessone (1886)

- Fiammetta, von Ludwig Minkus (1863)
  - Variation für Elena Cornalba (1887)

- L’Ordre du Roi, von Albert Vinzentini (1886)
  - Pas d’action „Le Pêcheur et la Perle“ (The Fisherman and the Pearl) für Virginia Zucchi und Enrico Cecchetti (1887)
  - Variationen für Matilda Kschessinskaya und für Nikolai Legat (1897)

- Le Corsaire, von Adolphe Adam (1856)
  - Grand pas de deux (Akt 1, 2) für Emma Bessone und Enrico Cecchetti (1887)

- La Vestale, von Mikhail Ivanov (1888)
  - Variationen „L’echo“, „Valse Mignonne“ (für Elena Cornalba), „L’amour “ (für Maria Anderson) und für Maria Gorshenkova (1888)

- Le Roi Candaule, von Cesare Pugni (1868)
  - Valse und Pizzicato (1891)
  - Adaptationen der Szene Le Berceau du Papillon und des Pas de Vénus (1891)
  - Bacchanale (1891)
  - Variationen für die 3 Grazien, sowie Variation für Anna Pawlowa in der Badeszene (Akt 3) (1903)

- La Sylphide, von Jean-Madeleine Schneitzhoeffer (1832)
  - Danse écossaise, Pas des Sylphides, Adage für Varvara Nikitina und Pawel Gerdt, sowie Variation für Varvara Nikitina (1892)

- Ondine ou La Naïade et le Pêcheur, von Cesare Pugni (1843 and 1851)
  - Variation für Anna Johansson (1892)
  - Pas de deux für Anna Pawlowa, Pas de bouquet, sowie Variationen für den Grand pas des Naïades (1903)

- La Fille mal gardée, von Peter Ludwig Hertel (1864)
  - Variation für Hedwige Hantenberg (1894)
  - Variation für Alexander Gorsky (1897)

- Das bucklige Pferdchen (The Little Humpbacked Horse), von Cesare Pugni (1864)
  - Musik für einen neuen Prolog (1895)
  - Valse und Variationen für den Grand Pas des Nereïdes (1895 und 1912)
  - Variation für Olga Preobrazhenskaya für den finalen Grand Pas de deux (1912)

- Mlada, von Ludwig Minkus (1879)
  - Variation für Matilda Kschessinskaya und Danse des slaves (1896)

- La Bayadère, von Ludwig Minkus (1877)
  - Variation für Matilda Kschessinskaya im Grand Pas d’action (Akt 4) (1900)

- Paquita, von Edouard Deldevez (1846)
  - Variation für Varvara Rykhliakova (ca. 1900)
  - Polacca für Anna Pawlowa (1904)

- La Camargo, von Ludwig Minkus (1872)
  - Grand pas de deux für Pierina Legnani und Sergei Legat (1901)

- Der magische Spiegel, von Arsenii Koreshchenko (1903)
  - Adage, sowie Variation für Sergei Legat (1903)

- La Source, von Léo Delibes und Ludwig Minkus (1866)
  - Grand pas de deux und eine männliche Variation (1903)

- Die Tulpe aus Haarlem, von Baron Boris Fitinhoff-Schell (1887)
  - Grand Pas de deux (Romance, Valse bluette, Pizzicato, Galop) für Vera Trefilova (1903)
  - Danse des Gobelins (1903)

- Die Puppenfee, von Josef Bayer (1888)
  - Pas de trois (= Puppenfee Pas de trois) für Matilda Kschessinskaya, Sergei Legat und Nikolai Legat (1903)
  - Variation der französischen Puppe, für Olga Chumakova (1903)

## Einzelanmerkungen
1. 1 2 3 4 5 6 7 8  Jennifer Spencer: Drigo, Riccardo, in: Grove Music online (englisch; Abruf am 20. Januar 2021)
2. 1 2 3 4 5 6 7 8 9 10 11 12 13 14 15 16 17 18  Concetta Lo Iacono: Drigo, Riccardo. In: Fiorella Bartoccini (Hrsg.): Dizionario Biografico degli Italiani (DBI). Band 41: Donaggio–Dugnani. Istituto della Enciclopedia Italiana, Rom 1992.
3. ↑  Harlequinade auf der Website der Marius Petipa Society (englisch; Abruf am 28. November 2020)
4. ↑  „‘...la gente del balletto non ama la musica e questa non è loro necessaria’ e (...) ‘Per loro anche la mia musica è troppo seria’“ (nach: B. Wladimir Assafiew: Obalete (Über das Ballett), Leningrad 1974, S. 239). Hier nach: Concetta Lo Iacono: Drigo, Riccardo. In: Fiorella Bartoccini (Hrsg.): Dizionario Biografico degli Italiani (DBI). Band 41: Donaggio–Dugnani. Istituto della Enciclopedia Italiana, Rom 1992.
5. 1 2 3 4 5 6  Riccardo Drigo, Biographie auf der Website der Marius Petipa Society (englisch; Abruf am 10. Januar 2021)

| Personendaten    | Personendaten                        |
| ---------------- | ------------------------------------ |
| NAME             | Drigo, Riccardo                      |
| KURZBESCHREIBUNG | italienischer Dirigent und Komponist |
| GEBURTSDATUM     | 20. Juni 1846                        |
| GEBURTSORT       | Padua                                |
| STERBEDATUM      | 1. Oktober 1930                      |
| STERBEORT        | Padua                                |